# Гордиенко, Константин Алексеевич
Константин Алексеевич Гордие́нко (укр. Костянтин (Кость) Олексійович Гордієнко;  1899 — 1993) — украинский советский писатель и журналист.

## Биография
Родился 21 сентября (3 октября) 1899 года в селе Никитины (ныне  Ярмолинецкий район, Хмельницкая область, Украина). В 1917 окончил ремесленную школу в Одессе. Работал на заводе, был секретарём одесской газеты «Большевик», редактором балтской уездной газеты «Червоне село».
В 1922—1927 годах жил в Харькове, был членом союза пролетарских писателей «Гарт», сотрудником газеты «Известия ВУЦИК». Работал вместе с В. М. Блакитным, А. П. Довженко, Остапом Вишнею.
С 1934 — член Союза писателей Украины.
В годы Великой Отечественной войны — сотрудник редакций газет «Радянська Україна», «Соціалістична Харківщина», также работал на радиостанции имени Т. Г. Шевченко.
Умер 18 декабря 1993 года в Харькове.

## Творчество
Печататься начал в 1925 году (рассказ «Федько»). Основной темой литературного творчества писателя была сельская тематика. В очерке «Ладька» (1930), «Повісті про комуну» (1930), повестях «Атака» (1931), «Артіль» (1932), «Зерна» (1934) отражены важные социальные процессы в сельской среде того времени.
В трилогии «Чужу ниву жала» (1940), «Дівчина під яблунею» (1954), «Буймир» (1968) автор отразил историю украинского села от начала XX века до Великой Отечественной войны.
Проблемам художественного литературного языка К. Гордиенко посвятил ряд теоретическо-критических работ: «Лінія пера» (1932), «Слово про слово» (1964), «Рясне слово» (1979).

## Избранные произведения
- Федько (1925)
- Червоні роси (1926)
- Харчевня «Розвага друзів» (1926)
- Автомат (1928)
- Славгород (1929)
- Мудриголови
- Повість про комуну (1930)
- Атака (1931)
- Зерна (1934)
- Чужу ниву жала (1940)
- Дівчата — подруги (1941)
- Листи до друзів (1942)
- Вірність (1943)
- Сильніше смерті (1946)
- Б’ють джерела (1947)
- Заробітчани (1949)
- Цвіти, земля (1951)
- Дівчина під яблунею (1954)
- Сім’я Остапа Тура (1958)
- Зимова повість (1965)
- Буймир (1968)
- Вибрані твори (т. 1—2, 1986).

## Награды и премии
- 2 ордена Трудового Красного Знамени (24.11.1960; 02.10.1979)
- орден «Знак Почёта» (20.11.1969)
- Государственная премия УССР имени Т. Г. Шевченко (1973) — за трилогию «Чужую ниву жала», «Девушка под яблоней», «Буймир»